# Цитолиби
Цитолиби (на чешки: Cítoliby) е град в северозападна Чехия, част от окръг Лоуни на Устецки край. Населението му е около 1100 души (2019).
Разположен е на 236 метра надморска височина в Чешкия масив, на 2 километра южно от центъра на Лоуни и на 52 километра северозападно от Прага. Селището се споменава за първи път през 1325 година, а в началото на XVII век край него е построен замък.

## Известни личности
Родени в Цитолиби
- Йозеф Мокер (1835 – 1899), архитект